# Li Shijia
Li Shijia; nascida em 7 de outubro de 2003 é uma ginasta artística chinesa. Ela é medalhista mundial de bronze de Stuttgart 2019 na trave de equilíbrio e campeã da Copa do Mundo de Zhaoqing de 2019 nas barras assimétricas e na trave de equilíbrio.